# Lindneria penelopae
Lindneria penelopae är en tvåvingeart som beskrevs av Metz och Irwin 2000. Lindneria penelopae ingår i släktet Lindneria och familjen stilettflugor. Inga underarter finns listade i Catalogue of Life.